# São Miguel do Guaporé
São Miguel do Guaporé es un municipio brasileño del estado de Rondônia. Se localiza a una latitud 11º41'37" sur y a una longitud 62º42'41" oeste, a una altitud de 205 metros. Su población estimada en 2004 era de 31 185 habitantes. 
Posee un área de 7814,95 km².